# أليكس باس
أليكس باس (بالإنجليزية: Alex Bass) هو لاعب كرة قدم بريطاني في مركز حراسة المرمى، ولد في 1 أبريل 1998 في ساوثهامبتون في المملكة المتحدة. لعب مع نادي بورتسموث.

## وصلات خارجية
- أليكس باس على موقع قاعدة بيانات كرة القدم.إي يو (الإنجليزية)
- أليكس باس على موقع Soccerway.com (الإنجليزية)